# Alicja Kuberska
Alicja Kuberska z domu Żeromska (ur. 25 grudnia 1938 w Wilnie) – polska elektronik, poseł na Sejm PRL V kadencji.

## Życiorys
Córka Stanisława i Róży. Po II wojnie światowej zamieszkała w Lublinie, a następnie we Wrocławiu. W 1956 ukończyła liceum i podjęła studia na Wydziale Łączności Politechniki Wrocławskiej. Pracę magisterską napisała na temat Organizacja logiczna małej maszyny matematycznej. W 1962 (przed ukończeniem studiów) jako stypendystka Wrocławskich Zakładach Elektronicznych Elwro rozpoczęła pracę w tym zakładzie. Zaangażowana była m.in. przy projektowaniu Odry 1003. Stworzyła także maszynę szkoleniową KUMA („Kuberskiej maszyna”), która przez kilka lat służyła do nauki nowych pracowników. W 1969 uzyskała mandat posła na Sejm PRL w okręgu Wrocław. Zasiadała w Komisji Przemysłu Ciężkiego, Chemicznego i Górnictwa. Po zakończeniu kadencji w 1972 zmuszona była do odejścia z Elwro. Przeszła do pracy na Politechnice Wrocławskiej, przez okres trzech lat pracując tam nad konstrukcją i wdrażaniem urządzeń teletransmisji danych MPX 304 i UPD 304 w systemie WASC, z komputerami Odra 1304, 1305 i 1325. Powróciła potem do pracy w Elwro. Była członkinią NSZZ „Solidarność”, w 1982 była internowana. W 1986 Zespół Kwalifikacyjny Oddziału Wrocławskiego Stowarzyszenia Elektryków Polskich w uznaniu jej dorobku zawodowego wystąpił z wnioskiem o nadanie jej I stopnia specjalizacji zawodowej w dziedzinie informatyka, kierunek – inżynieria systemów cyfrowych. W 1992 przeszła na emeryturę.

## Życie prywatne
Zamężna z Henrykiem, inżynierem. Mają córkę Małgorzatę (ur. 1960, projektantkę mody) i syna Piotra (ur. 1969, teologa).
24 stycznia 1969, wracając z delegacji do Wielkiej Brytanii, przeżyła katastrofę lotniczą samolotu An-24, co wpłynęło na pogłębienie jej religijności.